# Parafia św. Jerzego Męczennika i Podwyższenia Krzyża Świętego we Wrocławiu
Parafia Świętego Jerzego Męczennika i Podwyższenia Krzyża Świętego we Wrocławiu znajduje się w dekanacie Wrocław wschód w archidiecezji wrocławskiej. Jej proboszczem jest ks. Jan Kleszcz. Obsługiwana przez księży archidiecezjalnych. Erygowana w 1914. Mieści się przy ulicy Biegłej.

## Obszar parafii
Brochów: Afgańska, Aleja Róż, Armeńska, Bengalska, Biegła, Birmańska, Brochowska, Cedrowa, Centralna, Chińska, Chmurna, Cypryjska, Filipińska, Gruzińska, Indonezyjska, pl. Indyjski, Iracka, Japońska, Kazachstańska, Koreańska, Laotańska, Leonarda da Vinci, Malezyjska, 3 Maja, Mandżurska, pl. Mongolski, Mościckiego, Nepalska, Pakistańska, Perska, Pionierów, Piwniczna, Polna, Semaforowa, Społeczna, Syjamska, Syryjska, Tatarska, Topolowa, Tybetańska, Warszawska, Węgierska, Wiaduktowa, Wietnamska, Wileńska, Woskowa,
Bieńkowice: Arabska, Boiskowa, Jemeńska, Jordańska, Lisia, Marsowa, Palestyńska, Sadowa, Wesołowskiego, Ziemniaczana, 50 Bohaterów, 
Iwiny: Brochowska (nr. 3-25), Bukszpanowa, Chabrowa, Jaśminowa, Kwiatowa, Lawendowa, Makowa, Morelowa, Ogrodowa, Polna, Wiosenna.